# Baryscapus pallasi
Baryscapus pallasi är en stekelart som först beskrevs av Kostjukov 1978.  Baryscapus pallasi ingår i släktet Baryscapus och familjen finglanssteklar. Arten är reproducerande i Sverige. Inga underarter finns listade.